# Romain Cannone
Romain Cannone (n. 12 aprilie 1997, Boulogne-Billancourt, Franța) este un scrimer francez, medaliat olimpic. A participat la o ediție a Jocurilor Olimpice (2020) în care a câștigat o medalie de aur.